# Pectinaria panava
Pectinaria panava är en ringmaskart som beskrevs av Willey 1905. Pectinaria panava ingår i släktet Pectinaria och familjen Pectinariidae. Inga underarter finns listade i Catalogue of Life.